# Montagna in Valtellina
Montagna in Valtellina  ist ein Dorf in der Provinz Sondrio in der Lombardei, Italien.  

## Geographie
Die Gemeinde Montagna in Valtellina zählt 2948 Einwohner (Stand 31. Dezember 2023) auf 48 km² und liegt nahe der Grenze zum Kanton Graubünden, Schweiz. Die Nachbargemeinden sind Albosaggia, Caspoggio, Chiuro, Faedo Valtellino, Lanzada, Piateda, Poggiridenti, Ponte in Valtellina, Sondrio, Spriana, Torre di Santa Maria und Tresivio.

## Sehenswürdigkeiten
- Pfarrkirche San Giorgio mit Fassade (XV. Jahrhundert).
- Kirche Madonna del Carmine (XV. Jahrhundert), im Presnbiterium fresken von Sigismondo de Magistris.
- Kirche Beata Vergine Addolorata (XVIII. Jahrhundert) genannt dei morti.
- Schloss Grumello (F.A.I. Besitz).
- Schloss Mancapane (900 m ü. M).

## Persönlichkeiten
- Bartolomeo Rusca (* um 1565 in Bedano; † nach 1620 in Montagna), Doktor der Theologie, Koadjutator seines Bruders Nicolò in Sondrio, dessen Nachfolge in der umfangreichen Kirchgemeinde er ausschlug. Erzpriester von Montagna in Valtellina 1620[2]